# Malaj

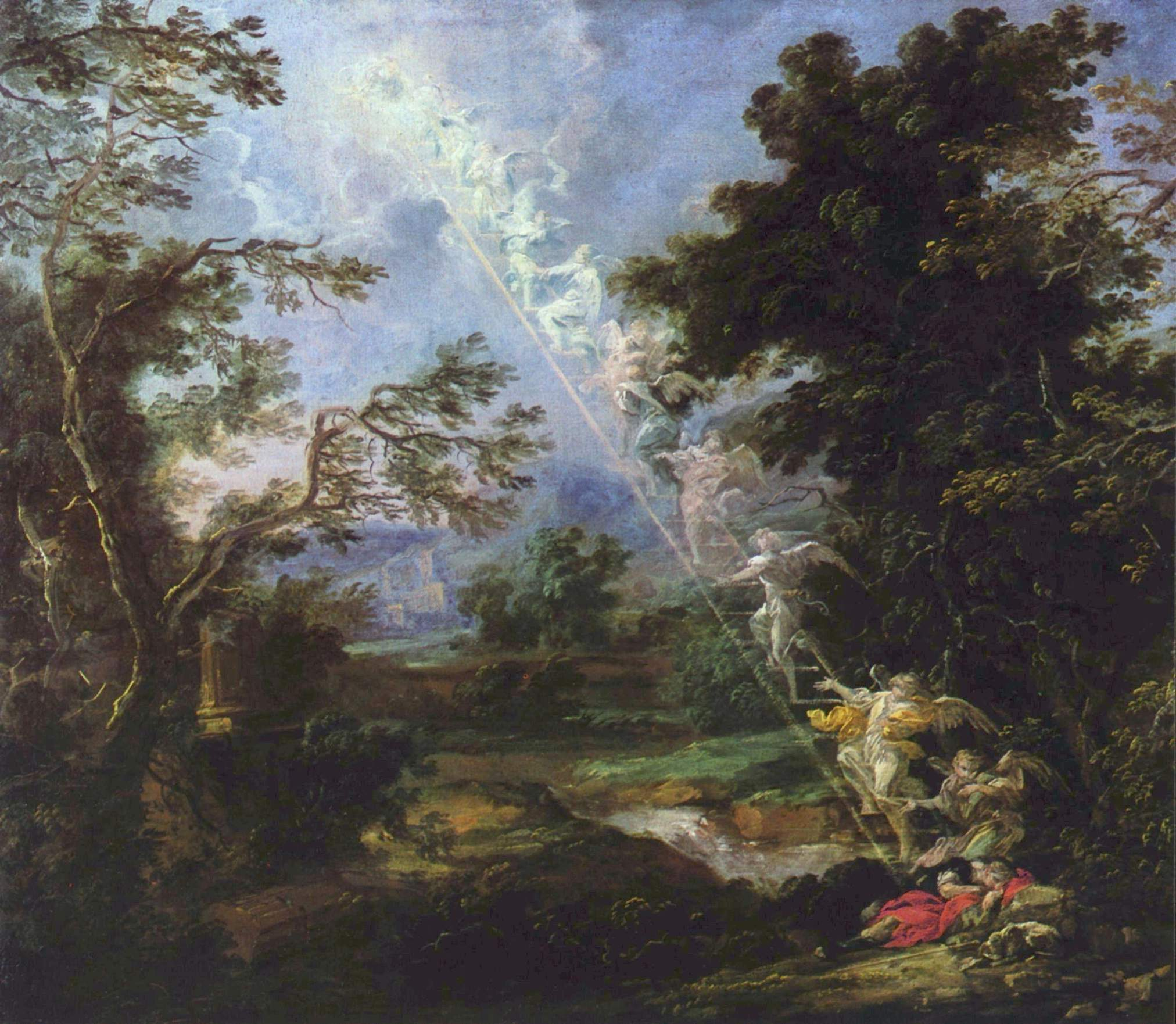
ángeles en el Ensueño de Jacob

Malaj (en hebreo, sing. מלאך mal’āḵ; pl. מלאכים mal’āḵīm) es la palabra hebrea que aparece en el Tanaj (Antiguo Testamento) para referirse a los ángeles. 
El Tanaj informa que aparecieron ángeles a personas muy importantes como Abraham, Isaac y Jacob. El Génesis indica que cuando Adán y Eva comieron el fruto prohibido, Yahveh colocó un ángel para custodiar el árbol de la vida, de igual manera colocó un ángel para guiar la caravana de Moisés a la tierra prometida.    
Con lo anterior, se puede notar que un ángel en el Antiguo Testamento no solo informa, sino que cumple diferentes funciones.

## Etimología
El término hebreo Mal'akh (מַלְאָךְ) deriva de la raíz semítica ל א ך (L-ʾ-K), que significa 'enviar'. Esta raíz está presente en el idioma hebreo solamente en este sustantivo y en el sustantivo Melakha (מְלָאכָה), que significa 'trabajo'.

## Ángel del Señor
El ángel del Señor (מַלאך יהוה mal’āḵ Yahweh) aparece 65 veces en el Tanaj, es el único ángel a lo largo del Antiguo Testamento refiriéndose a sí mismo como Yahveh en primera persona, mientras que los otros ángeles mencionados se refieren a Yahveh o Elohim en tercera persona y no aceptando ningún tipo de gloria.
Los interlocutores de esta figura se dirigen a él y lo reverencian de una manera reservada exclusivamente a Yahveh. Como tal, el incidente deja al lector con la pregunta de si fue un ángel o Yahveh quien acababa de aparecer.